# Friedrich Neumark
Friedrich „Fritz“ Neumark (* 19. Mai 1876 in Bremen; † 24. April 1957 in Bremen) war ein deutscher Architekt.

## Biografie
Neumark war der Sohn des jüdischen Malers Johann Neumark (1838–1905) und dessen Frau Rosalie (1849–1923). Er lernte das Handwerk eines Maurers. Er besuchte von 1895 bis 1898 das Technikum in Bremen und studierte bis 1895 an der Technischen Hochschule Berlin.
Von 1902 bis 1906 war er am Schauspielhaus in New York in den USA beschäftigt.
1907 gründete er in Bremen zusammen mit Heinrich Wilhelm Behrens die Architektengemeinschaft Behrens & Neumark. Viele Wohn- und Geschäftshäuser wurden von dem Büro geplant und realisiert.
Soweit die Gebäude nicht im Zweiten Weltkrieg zerstört wurden, stehen sie heute unter Denkmalschutz (siehe Liste der Kulturdenkmäler in Bremen-Mitte). In dem Büro wirkte kurzfristig auch der Bauhauslehrer und Architekt Ludwig Hilberseimer (1911).
Im Ersten Weltkrieg war Neumark Pionieroffizier an der Ostfront. 1931 verließ er die Jüdische Gemeinde und ließ sich taufen. Im November 1938 wurde er verhaftet und unter der Auflage aus dem Konzentrationslager Sachsenhausen entlassen, umgehend auszuwandern. Er floh vor der nationalsozialistischen Judenverfolgung nach England und kehrte nach Kriegsende 1946 nach Bremen zurück. Er wirkte nun mit dem Architekten Herbert Anker zusammen und entwarf mehrere Wohnhäuser sowie die Ibero-Amerika Bank in der Obernstraße. Für die Deutsche Libby AG war er zudem Hausarchitekt.
Musikalisch trat Neumark als Cellist hervor.
Neumark wurde im Familiengrab seines Vaters auf dem Riensberger Friedhof in Bremen beigesetzt (Grablage: Planquadrat BB/CC).

## Bauten
- 1908: Deutsches Schauspielhaus New York (Mitarbeit von F. Neumark)[2]
- 1909–1910: Wohnhaus, Scharnhorststraße 190, Bremen[2]
- 1940er Penicillin-Fabrik, England (Mitwirkung von Neumark nicht sicher belegt)[2]
- 1950: Wohnhäuser am Konsul-Mosle-Weg 1, 2, 3, 4, 5, 6, 7/9, 8, 10[2]
- 1951–1952: Innenausbau der Ibero-Amerika-Bank, Obernstraße 14, Bremen (Architektur des Neubaus: Herbert Anker)[2]
- 1952: Erweiterung Deutsche Libby in Leer: Lagerhalle und Bürohaus[2]

## Bauten mit Heinrich Behrens
- 1908–1908: Landhaus Bremen-Aumund[2]
- 1909: Amerikahaus, Bahnhofstraße 6, Bremen[2]
- 1909–1921: Mehrfamilienhaus Rembertistraße 28–32, Bremen[2]
- 1910: Wohnhaus Baumschulenweg 9[2]
- 1910–1911: Wohnhaus, Schwachhauser Ring 151[2]
- 1911: Vorentwürfe für den Neubau der Kaiserbrücke über die Weser[3]
- 1911–1912: Wohnhaus, Schwachhauser Ring 78[2]
- 1911: Bankverein für Nordwestdeutschland, Langenstraße 4–6[4]
- 1910–1912: Bank für Handel und Gewerbe, Bremen, Langenstraße 3/5
- 1911–1912: Geschäftshaus Am Wall 175–177, ehemals Stallmann & Harder[2]
- 1911: Seidenhaus Koopmann, Sögestraße 62/64[2]
- 1911–1913: Bavariahaus in Wilhelmshaven[5]
- 1912: Kaufhaus Heymann & Neumann, Obernstraße (zerstört)[2]
- 1913–1914: Haus der Deutschen Dampfschifffahrtsgesellschaft Hansa in der Martinistraße, heute Haus der Handelskrankenkasse[2]
- 1916: Arbeitsamt der AG Weser, („Lichthaus“)[2]
- 1916: Kantine der AG Weser[2]
- 1923: Verwaltungsgebäude Brauerei Beck & Co. Am Deich[2]
- Lichtspielhaus Hansastraße[2]
- Um 1927: Lichtspielhaus Metropol, Ansgaristraße, abgerissen[2]
- 1923: Wettbewerb für den Ausbau des Finanzamtes[2]
- 1924: Haus Lindemann, Wachtstraße[2]
- 1925: Wohnhaus Alten Eichen 7, 19, 20, 22, 32, 40, Bremen[2]
- 1925: Wohnhaus Horner Heerstraße 16[2]
- 1926: Fabrik der Deutschen Libby, Leer[2]
- 1927: Wohnhaus Wachmannstraße 82[2]
- 1928: Bankhaus Friedrich Brüning, Domsheide[2]
- 1928: Kaufhaus Leffers in der Faulenstraße[2]
- 1928: Geschäftshaus Brinkmann und Lange, Sögestraße 1, Obernstraße 3
- 1930–1932: Kaufhaus Karstadt, Obernstraße / Ecke Sögestraße[2]